# Sant Pere de Serraïma
Sant Pere de Serraïma és una ermita de Sallent a la comarca del Bages. És un monument que forma part de l'Inventari del Patrimoni Arquitectònic de Catalunya.
Juntament amb els masos de la Pineda, la Garriga, la Garrigota, la Roca, Carboners de Baix, Carboners de Dalt, Cal Galdirot, el Morisco, la Casa Nova, Cal Garrofí, Macià, la Caseta, mas Muntada, el Sellarés, i el mateix Mas de Sant Pere, comparteix la meitat del seu terme parroquial amb el d'Avinyó i l'ermita de Sant Sadurní.
Aquesta església fou donada a Sant Benet de Bages el 1021. Depengué d'aquest monestir amb la categoria de parròquia fins que en el segle passat se li uní la parròquia de Sant Martí de Serraïma i l'església de Sant Sadurní del Pla.

## Descripció
Per anar a visitar aquesta parròquia s'ha de seguir el camí veïnal de Sallent a Avinyó; es troba a tres quilòmetres de Sallent i a sis de d'Avinyó. El camí és bo per poder-hi anar en cotxe. Cal pujar per la muntanya de Les Forques (Sallent)
L'església de Sant Pere de Serraïma està situada en un planell enlairat proper als masos de Sellarés i de Sant Pere. Es tracta d'una construcció d'una sola nau capçada per un absis semicircular. Exteriorment l'absis és decorat amb arcuacions entre lesenes i presenta una finestra central de doble esqueixada. El fris d'arcuacions es prolonga als murs laterals. La nau és coberta amb volta de canó seguit i l'absis amb volta de quart d'esfera. En època moderna es va ampliar amb l'afegit de dues capelles de planta quadrada a manera de transsepte. Al segle xix es procedí a l'allargament de la nau, tot reaprofitant la portalada datada l'any 1791 i es bastí el campanar de torre amb coberta piramidal.

## Història
L'església de Sant Pere comença a sortir documentada en l'any 1021, quan una dona rebuts o retrus fémina, dona un alou amb l'església de Sant Pere al monestir de Sant Benet de Bages, encara que no diu quin Sant Pere és, per les afrontacions sols pot ser Serraïma.
En 1112 Guillem Bernat i Adalais donen a Sant Benet i al seu fill Pere, monjo del monestir els alous que tenien en el castell de Sallent i parròquia de Sant Martí de Serraïma, o en la parròquia de Sant Pere. En 1113 és Guillem Amat i la seva muller Ermenssenda i el seu fill Bernat empenyora l'alou que tenien a la parròquia de Sant Martí de Serraïma i de Serraïma Subirana i en Pla de Cabrianes per set marabetins d'or.
Així el monestir de Sant Benet de Bages entrà en possessió de les dues parròquies i juntament amb el monestir de la Portella exercien el senyoriu directe de Serraïma, tenint-hi cada una el seu batlle de sac i arrendat anyalment a particulars les prestacions dels propis honors, les quals solien donar més de dotze lliures a cada un dels cenobis.
Ambdues parròquies en els seus orígens continuaren formant part integrant de la jurisdicció del castell de Sallent, segons consta en la Butlla del Papa Celestí III de l'any 1196 pel monestir de Sant Benet de Bages en què li confirma in castro celientis l'església de Sant Marti de Serraïma amb totes les coses que li pertanyien, encara que aquí no s'esmenti a Sant Pere, hi ha documents que diuen que aquesta també pertanyia a Sant Benet l'any 1262 i en dates posteriors.
En el segle xiii el monestir de Sant Benet hagué de fer valdre els seus drets sobre el patronatge d'ambdues esglésies enfront de la Mitra de Vic.
El règim de quadre civil que obtingueren aviat era un derivat del domini senyorial que reservava als senyors de la justícia civil, la criminal continuava en mans dels senyors de Sallent i més tard del Verger de Manresa.
En els segles XVII i XVIII la quadra fou objecta d'importants litigis de jurisdicció civil, disputant-se-la l'abat de Sant Benet i la Mitra de Vic que considerava aquest territori dins del radi del castell de Sallent. Vers l'any 1723 es feu la sentencia, aquesta fou que la quadra era pròpia del Rei i així ho fa constar el Bisbe de Vic l'any 1782 en el “Plan General y noticias del Obispado de Vique” del Bisbe Artalejo.
A finals del segle xix la parròquia es revitalitzà amb l'annexió de la Sant Martí i la de Sant Sadurní, aleshores s'hi fa moltes obres i els rector que vivia a Sallent passa a viure en una espaiosa rectoria adossada a l'església. Però la seva esplendor no durà gaire i al final fou suprimida com a parròquia i annexionada a la de Sallent, restant com a ermita rural. El 1981 fou restaurada pel Forment Arqueològic Excursionista Sallentí.